# Maen Llwyd (St Ishmael)
Der Maen Llwyd (auch Carreg Fawr Nant Jack genannt) – der große Stein am Jack’s stream bzw. am River Towy – ist ein Menhir (englisch Standing stone) in St Ishmael, bei Llansteffan in Carmarthenshire in Wales.
Der Stein aus Old-Red-Sandstein (ORS) ist etwa 2,25 m hoch, 1,2 m breit und 0,9 m dick. Der untere Teil des Steins wird durch den Schwemmsand der im Gezeitenareal liegenden meernahen Flussmündung verdeckt. 
In der Nähe liegen Llansteffan Castle, der Maen Llwyd und bei Llansteffan, das Kammergrab von Fron Ucha.